# St Marychurch
St Marychurch är en ort i distriktet Torbay, i grevskapet Devon, i England. St Marychurch var en civil parish fram till 1924 när blev den en del av Torquay. Civil parish hade 9 028 invånare år 1921. St Marychurch var ett distrikt 1894–1900 Byn nämndes i Domedagsboken (Domesday Book) år 1086, och kallades då Ecclesia Sanctae Mariae.